# Peter Stoll (Mediziner)
Peter Stoll (* 1916 in Neu-Isenburg; † 3. Mai 1993 in Mannheim) war ein deutscher Gynäkologe.

## Leben
Geboren 1916 in Neu-Isenburg, studierte Peter Stoll nach dem Abitur Medizin an den Universität Jena, der Universität Graz, der Universität Wien und der Ruprecht-Karls-Universität Heidelberg. Nach Staatsexamen und Promotion 1942 war er im Zweiten Weltkrieg Truppenarzt im Heer (Wehrmacht). In der Nachkriegszeit in Deutschland war er am Pathologischen Institut der Städtischen Krankenanstalten Bremen. 1948 ließ er sich zunächst als praktischer Arzt in Bremerhaven nieder. 1950–1956 erfolgte die Weiterbildung zum Gynäkologen an der Frauenklinik im Universitätsklinikum Heidelberg. 1953 habilitierte er sich an der Medizinischen Fakultät der Ruprecht-Karls-Universität Heidelberg. 1958 ernannte sie ihn zum apl. Professor. 1965 folgte er dem Ruf als o. Professor für Gynäkologie an die Medizinische Fakultät Mannheim. Bis 1984 war er Direktor der Frauenklinik.

## Ehrungen
- Goldblatt Award fūr besondere Verdienste um die internationale Zytologie (1975)
- Ernst-von-Bergmann-Plakette (1986)
- Paracelsus-Medaille (1990)